# Kourou Football Club
 (août 2017).
Si vous disposez d'ouvrages ou d'articles de référence ou si vous connaissez des sites web de qualité traitant du thème abordé ici, merci de compléter l'article en donnant les références utiles à sa vérifiabilité et en les liant à la section « Notes et références ».
Maillots
Le Kourou Football Club, également connu sous le nom de KFC, est un club de football de Guyane, basé à  Kourou.